# Brandhorster Wald
Koordinaten: 51° 34′ 47″ N, 7° 10′ 1″ O
Das Naturschutzgebiet Brandhorster Wald liegt auf dem Gebiet der Stadt Herten im Kreis Recklinghausen in Nordrhein-Westfalen. Das aus vier Teilflächen bestehende Gebiet erstreckt sich südöstlich der Kernstadt von Herten zu beiden Seiten der A 2 und der Allee des Wandels. Am nordwestlichen und südwestlichen Rand des Gebietes verläuft die Landesstraße L 639.

## Bedeutung
Das etwa 33,8 ha große Gebiet wurde im Jahr 2008 unter der Schlüsselnummer RE-052 unter Naturschutz gestellt. Schutzziele sind die Erhaltung und Optimierung eines strukturreichen, weitgehend naturnahen Waldgebiets im Ballungsraum mit altholzreichem Laubmischwald und mehreren Kleingewässern, u. a. als Kern-Lebensraum für Alt- und Totholzbewohner sowie für Höhlenbrüter.